# Downset.

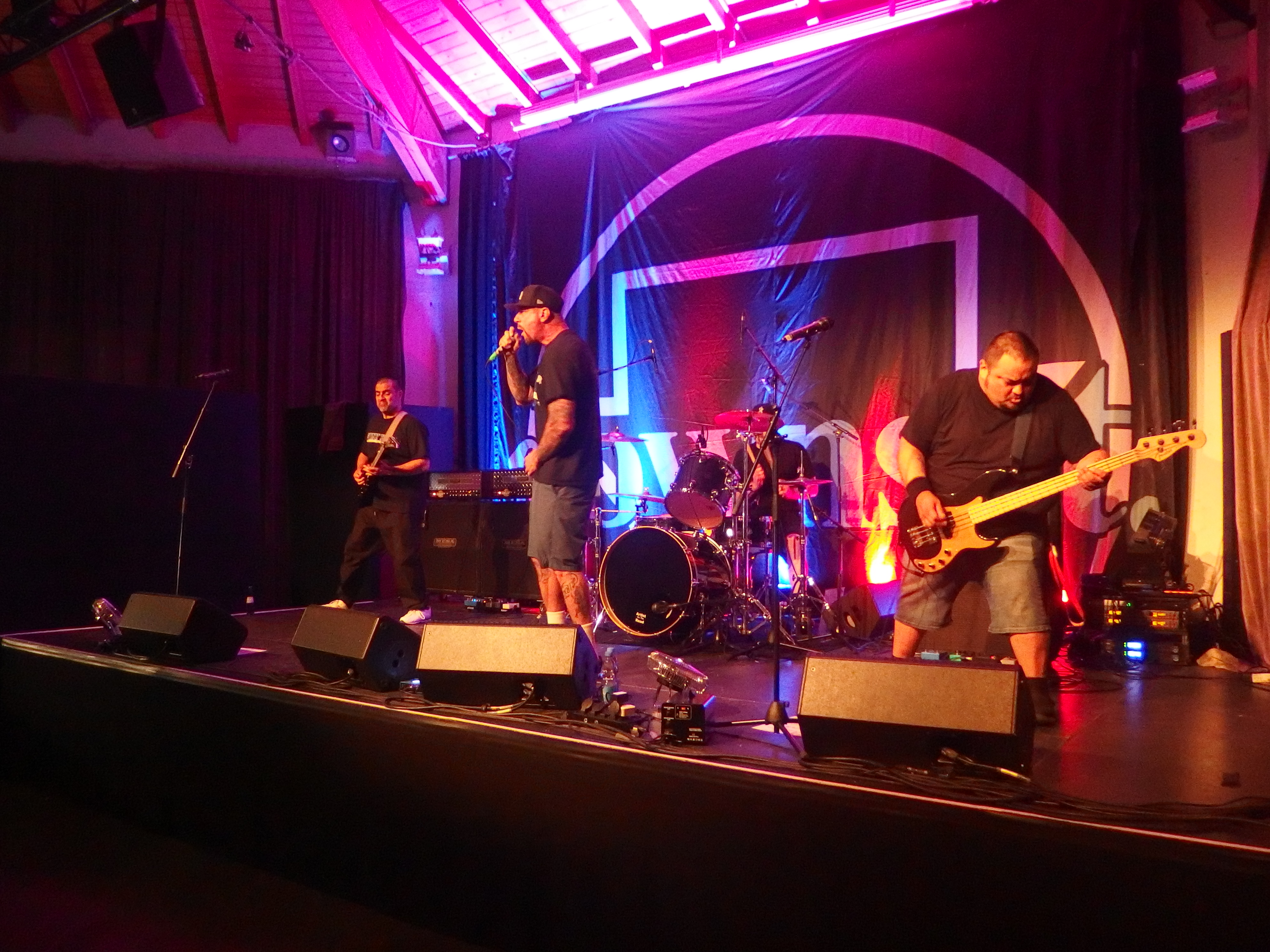

Downset. (oftast stavat i små bokstäver och tidigare kända som Social Justice) är ett amerikanskt hårdrocksband bildat år 1989 i Los Angeles (Kalifornien). Bandets musik blandar hiphop, funk, alternativ rock, hardcorepunk och heavy metal med samhällskritiska texter.

## Medlemmar

### Nuvarande medlemmar
- Rey Oropeza – sång (1992–)
- Rogelio "Roy" Lozano – gitarr (1992–1994, 1999–2002, 2013, 2019-)
- James Morris – basgitarr (1992–2003, 2014–)
- Bobby "Blood" Ponte – trummor (2019–)

### Tidigare medlemmar
- Brian "Ares" Schwager – gitarr (1992–2016)
- Chris Hamilton – trummor (1999–2001, 2014–?)
- Neil Roemer – sång (2013)
- J.D. Manhart – basgitarr (2013)
- Christopher "Krasp" Lee – trummor (1992–1999, 2001–2005, 2013)
- Rico Villasenor – basgitarr (2003–2005)
- Dave Corsile – gitarr (2000–2001, endast turnémedlem)

## Diskografi

### Studioalbum
- Downset. (1994)
- Do We Speak a Dead Language? (1996)
- Check Your People  (2000)
- Universal (2004)
- One Blood (2014)
- Maintain (2022)

### Demo/EP
- Our Suffocation (demo) (1994)
- Downset EP (1995)
- Generation of Hope (split med Shootyz Groove) (1995)
- Live at Foundation's Forum  (1995)
- No More Freedom in a Cage (1996)
- Eyes Shut Tight EP' (Live at CBGB's) (1997)
- Code Blue Coma (2000)
- Rarities (2000)

### Singlar
- "Anger" (1994)
- "Empower" (1996)
- "Pocket Full of Fatcaps" (1996)
- "Split with Mindbug 7" (1999)
- "Jumping Off" (2004)
- "One Blood" (2014)